# Liberalistene
Liberałowie (nor. Liberalistene) – norweska partia polityczna o profilu libertariańskim.

## Program
Partia opowiada się za państwem minimalnym, w którym rząd miałby być odpowiedzialny jedynie za wojsko, policję oraz sądy. Według Liberałów, państwo istnieje w celu ochrony jednostek przed agresją, kradzieżą i oszustwami. Zgodnie z mottem partii (Twoje życie, twój wybór!, nor. Ditt liv, ditt valg!), jej program głosi, że jednostka posiada siebie oraz swoje życie, jest odpowiedzialna za swoje decyzje i ma prawo kierować się swoimi interesami tak długo, jak nie naruszają one praw innych jednostek. Liberalistene popiera system podziału władz na władzę ustawodawczą, sądowniczą i wykonawczą. Taki system, według partii, chroniłby prawa i wolności. Program gospodarczy partii opiera się na leseferyzmie, minimalizacji podatków, wolnym rynku oraz deregulacji. Oprócz tego, członkowie Liberałów są zgodni co do konieczności skończenia z państwem opiekuńczym. W celu uniknięcia wewnętrznych sporów, partia proponuje odłożenie debaty między libertarianami a obiektywistami do momentu, w którym osiągnięte zostanie docelowe państwo minimalne. 

## Historia
Liberalistene zostało założone w 2014. Pierwszym liderem partii został Espen Hagen Hammer, aczkolwiek sprawował on tę funkcję jedynie przez około rok. Po nim, w 2015 roku, przewodniczącym został obecny lider, Arnt Rune Flekstad. W roku założenia ugrupowania dołączyła do niego była młodzieżówka Liberalnej Partii Ludowej – Liberalna Młodzież. Pierwszymi wyborami, w jakich uczestniczyła partia, były norweskie wybory lokalne w 2015 roku. Liberałowie zdołali wziąć udział w wyborach w Oslo i uzyskali w nich wynik 0.1%. Następnymi wyborami, w jakich wzięła udział partia, były wybory parlamentarne roku 2017. W nich uzyskała wynik 0.2%, co dało jej 13. miejsce spośród 24 partii.